# Arjen Anthony Lucassen
Arjen Anthony Lucassen (Haia, 3 de Abril de 1960) é um compositor e músico neerlandês conhecido principalmente por seus álbuns do projeto Ayreon.
Arjen toca uma grande variedade de instrumentos, desde guitarras com distorções à flauta e mellotron. Ele também, ocasionalmente, usa sua voz em suas músicas.
No Ayreon, ele junta várias performances de diferente artistas e vocalistas para gravar os álbuns. Isso torna muito difícil a realização de shows de seus projetos, e por isso Arjen é dificilmente visto em shows, embora já tenha feito turnês com Star One e Stream of Passion.

## Biografia
Ele e seu irmão Gjalt foram bons alunos, apesar de  Arjen ter sido conhecido como um bagunceiro.
Ele se tornou um grande fã dos Beatles e logo depois do glam rock do tipo Alice Cooper e David Bowie. Inicialmente, ele não queria tocar nenhum instrumento, e em então começou com um projeto de play-back. Ele começou a tocar guitarra quando um amigo deu para ele uma cópia do álbum "Made in Japan" do Deep Purple. Depois de aprender a tocar, Arjen tem tocado em muitas bandas.

## Bodine
Em 1980, a banda holandesa Bodine estava procurando por um novo vocalista. Bodine era uma das bandas favoritas de Arjen, que levou sua guitarra para uma audição na esperança de se tornar o segundo guitarrista da banda. Na audição depois de ter sido rejeitado por sua falta de habilidade vocal, ele tocou algumas músicas do Bodine em sua guitarra. A banda contratou ele como guitarrista.
Arjen ficou com Bodine até 1984, gravou dois álbuns , "Bold and Brass" e "Three Time Running".

## Vengeance
Arjen recebeu uma ligação de uma nova banda chamada Vengeance, que estava procurando por um guitarrista. Ele falou para eles que ele podia e saiu do Bodine pouco tempo depois.
Ele tinha mais liberdade no Vengeance, podendo escrever e compor músicas. Mas, muita criatividade se tornou um problema, pois a banda era de um estilo diferente. No começo dos anos noventa, a banda queria ir para um cenário mais grunge e rock alternativo, muito mais parecido com outras bandas da época. Arjen, queria ir para uns lados mais progressivos. Arjen deixou a banda em 1992 para iniciar sua carreira solo.

## Carreira Solo
Devido a sua criatividade, Arjen começou a escrever e gravar músicas de muitos estilos diferentes. Depois de ouvir algumas dessas canções, uma gravadora decidiu gravar um novo álbum com ele. Arjen regravou o álbum "Pools of Sorrow, Waves of Joy", sob o nome de "Anthony", seu nome do meio, em 1993. Arjen tocou muitos dos intrumentos exceto a bateria e os sintetizadores.
Mesmo com o álbum tendo três canções para radios, este não fez sucesso. Atualmente este álbum é considerado item de colecionador.

## Ayreon
Depois de seu não sucedido álbum solo, Arjen quis criar um álbum que seria todo dele, e que não poderia ser encaixado em qualquer estilo. Ele estava inspirado nas operas rock  dos anos 60 e 70 assim como o "Jesus Christ Superstar" do Andrew Lloyd Weber, o "Tommy" do The Who e "The Wall" do Pink Floyd.
O nome original do álbum iria ser apenas "Ayreon: The Final Experiment", e a banda não teria nome. Mas sugeriram que o nome da banda fosse Ayreon, e o álbum fosse apenas "The Final Experiment". "The Final Experiment" foi gravado em 1995. Assim como no seu primeiro álbum solo, ele tocou todos os instrumentos e escreveu a maioria das letras.
O álbum tinha uma grande variedade de estilos musicais, vindo desde folk metal até o progressive metal. Por causa disso, Arjen não pensava que o álbum fosse ter muito sucesso, mas este foi tido como um dos melhores rock operas de todos os tempos. O álbum reunia muitos cantores e convidados musicais, com Arjen só cantando em duas músicas.

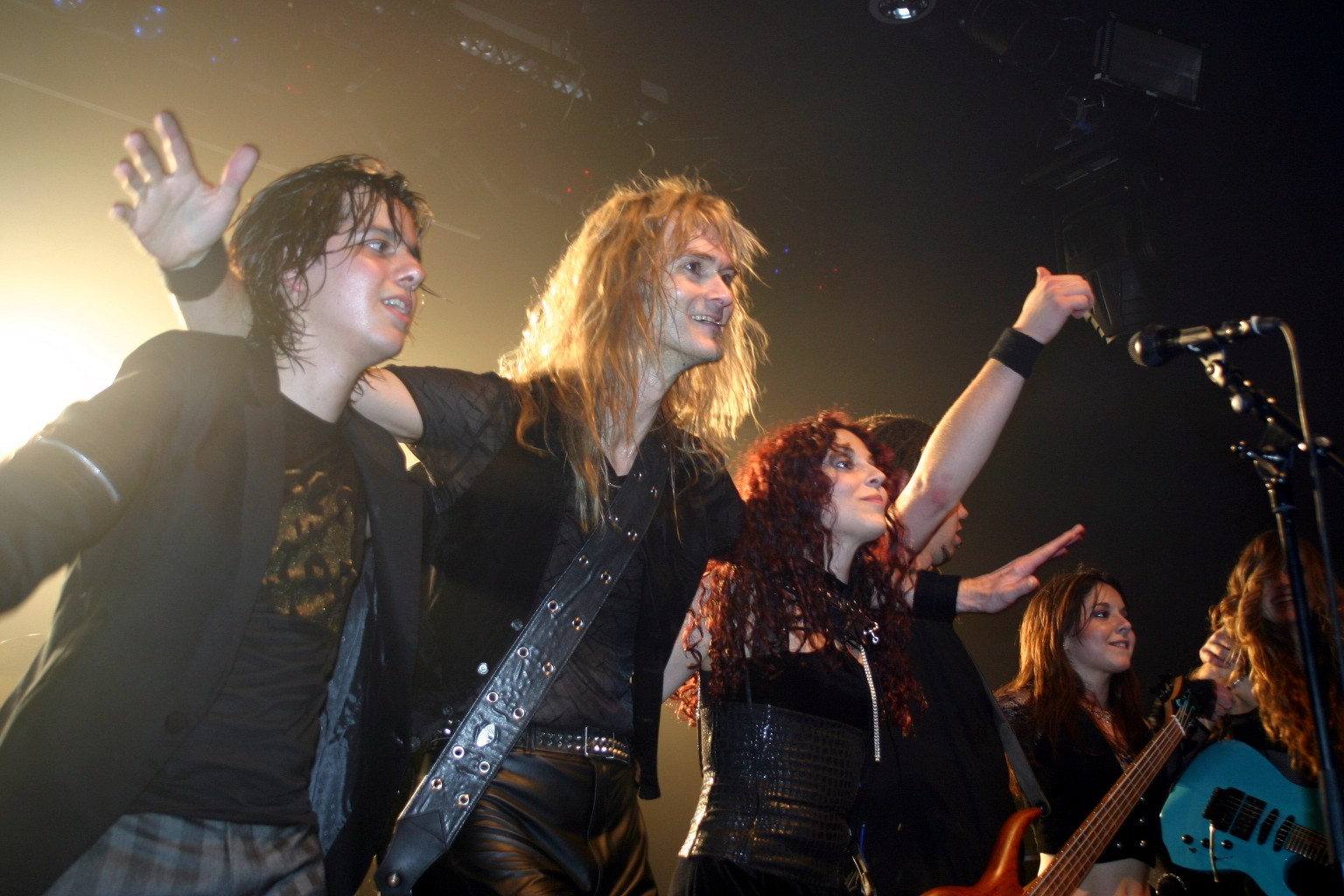
Stream of Passion: Alejandro Millán, Arjen Lucassen, Marcella Bovio, Johan van Stratum, Diana Bovio, Lori Linstruth

## Outros projetos

### Bandas
- Ayreon
- Ambeon
- Guilt Machine
- The Gentle Storm
- Star One

### Ex-Bandas
- Bodine
- Vengeance
- Stream of Passion

## Discografia
- 1982 Bodine - Bold as Brass
- 1983 Bodine - Three Times Running
- 1984 Vengeance - Vengeance
- 1986 Vengeance - We Have Ways to Make You Rock
- 1987 Vengeance - Take it or Leave it
- 1989 Vengeance - Arabia
- 1992 Vengeance - The Last Teardrop
- 1994 Vengeance - Last of the Fallen Heroes (Japan)
- 1994 Anthony - Pools of Sorrow Waves of Joy
- 1995 Ayreon - The Final Experiment
- 1996 Ayreon - Actual Fantasy
- 1997 Ayreon - Strange Hobby
- 1998 Ayreon - Into the Electric Castle
- 1998 Vengeance - Rock'n'Roll Shower
- 1999 Vengeance - Back from Flight 19
- 2000 Vengeance - Wings of an Arrow
- 2000 Ayreon - Universal Migrator Part 1: The Dream Sequencer
- 2000 Ayreon - Universal Migrator Part 2: Flight of the Migrator
- 2000 Ayreon - Ayreonauts Only
- 2001 Ambeon - Fate of a Dreamer
- 2002 Star One - Space Metal
- 2003 Star One e Ayreon - Live on Earth
- 2004 Ayreon - The Human Equation
- 2005 Stream of Passion - Embrace the Storm
- 2006 Stream of Passion e Ayreon - Live in the Real World
- 2008 Ayreon - 01011001
- 2009 Guilt Machine - On This Perfect Day
- 2010 Star One - Victims of the Modern Age
- 2012 Arjen Anthony Lucassen - Lost in the New Real
- 2013 Ayreon - The Theory of Everything
- 2015 The Gentle Storm - The Diary
- 2017 Ayreon - The Source
- 2020 Ayreon - Transitus
- 2022 Star One - Revel in Time[2]

## Demos/singles
- 1994 Anthony - Best of Friends
- 1994 Anthony - Little Miss Understood
- 1994 Anthony - Midnight Train
- 1995 Ayreon - Sail Away to Avalon
- 1996 Ayreon - The Stranger from Within
- 1996 Strange Hobby - Pictures of Matchstick Men
- 2000 Ayreon - Temple of the Cat
- 2001 Ayreon - Temple of the Cat (Acoustic)
- 2004 Ayreon - Day Eleven: Love
- 2004 Ayreon - Loser
- 2004 Ayreon - Come Back to Me
- 2005 Stream of Passion - Wherever You Are
- 2006 Stream of Passion - Out in the Real World

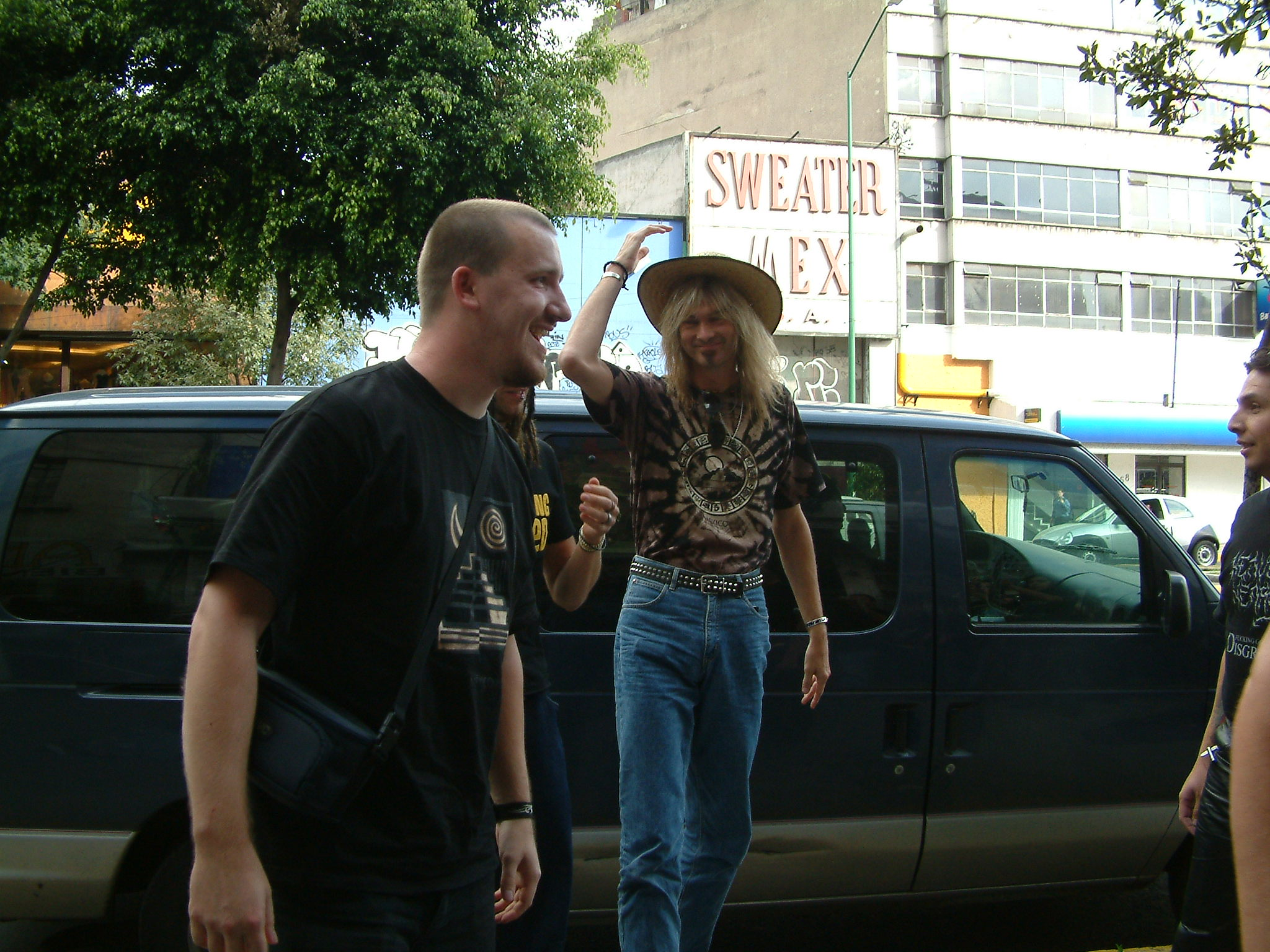
O músico ao fundo

### Participações
- 1981 Pythagoras - After the Silence
- 1993 Ian Parry - Symphony of Dreams
- 1994 Alex Bollard - Pink Floyd Songbook
- 1995 Ian Parry - Through the Looking Glass
- 1996 Biscuit - Between You and Me
- 1997 Veralin - Opposites
- 1998 Helloise - A Time and Place for Everything
- 1999 Blockbusters - Powder to the People
- 1999 Ian Parry - Consortium Project
- 1999 Peter Daltrey - Candy
- 2000 Ian Parry - Shadowman
- 2000 Within Temptation - Mother Earth ("Dark Wings")
- 2000 Amadeus Spell
- 2002 Nolan/Wakeman - Hound of the Baskervilles
- 2002 Wicked Sensation - Reflected
- 2003 Nightingale - Alive Again
- 2003 Gary Hughes - Once and Future King pt. 1
- 2003 Ars Nova - Biogenesis
- 2004 Space Mirrors - The Darker Side of Art
- 2005 Freak Neil Inc. - Characters
- 2005 Progaid
- 2005 After the Storm - Katrina Project
- 2006 Shakary - Shakary 2006
- 2006 Vengeance - Back in the Ring
- 2006 Morning - Hour of Joy
- 2008 Kalisia - Cybion
- 2013 Avantasia - The Mystery of Time ("The Watchmaker's Dream")
- 2015 Amadeus Awad - Death is just a Feeling